# Cámara de Senadores de la Provincia de Catamarca
La Cámara de Senadores de la Provincia de Catamarca es la cámara alta del poder legislativo de la provincia argentina de Catamarca, compuesta por 16 bancas que representan a cada uno de los departamentos en los que se divide la provincia. La mitad de sus miembros se renueva por elección popular cada dos años para un período de cuatro años. Quien ejerce la presidencia en las sesiones de la legislatura es el Vicegobernador.

## Composición actual (2023-2025)
| Departamento             | Senador                    | Bloque | Bloque               | Inicio del Mandato | Fin del Mandato |
| ------------------------ | -------------------------- | ------ | -------------------- | ------------------ | --------------- |
| Ambato                   | Romina Alejandra Wiliams   |        | Frente de Todos      | 2023               | 2027            |
| Ancasti                  | Luis Ariel Cordero         |        | Unión Cívica Radical | 2021               | 2025            |
| Andalgalá                | Horacio Octavio Gutiérrez  |        | Frente de Todos      | 2023               | 2027            |
| Antofagasta de la Sierra | Norma Reales               |        | Unión Cívica Radical | 2021               | 2025            |
| Belén                    | María Soledad Blas         |        | Frente de Todos      | 2023               | 2027            |
| Capayán                  | Andrea Lobo                |        | Frente de Todos      | 2021               | 2025            |
| Capital                  | Ramón Figueroa Castellanos |        | Frente de Todos      | 2023               | 2027            |
| El Alto                  | César Augusto Ojeda        |        | Frente de Todos      | 2021               | 2025            |
| Fray Mamerto Esquiú      | Guillermo Rafael Ferreyra  |        | Frente de Todos      | 2023               | 2027            |
| La Paz                   | Pío Carletta               |        | Frente de Todos      | 2021               | 2025            |
| Paclín                   | Virginia del Arco          |        | Frente de Todos      | 2021               | 2025            |
| Pomán                    | Carolina Noemí Casas       |        | Frente de Todos      | 2023               | 2027            |
| Santa María              | Érica Inga                 |        | Frente de Todos      | 2021               | 2025            |
| Santa Rosa               | Félix Ernesto Jerez        |        | Frente de Todos      | 2023               | 2027            |
| Tinogasta                | José Misael Alaniz Andrada |        | Frente de Todos      | 2021               | 2025            |
| Valle Viejo              | Mario Augusto Gershani     |        | Frente de Todos      | 2023               | 2027            |

## Composición histórica
| 2021-2023                | 2021-2023                  | 2021-2023 | 2021-2023            | 2021-2023          | 2021-2023       |
| Departamento             | Senador                    | Bloque    | Bloque               | Inicio del Mandato | Fin del Mandato |
| ------------------------ | -------------------------- | --------- | -------------------- | ------------------ | --------------- |
| Ambato                   | Ramón Edgardo Seco         |           | Frente de Todos      | 2019               | 2023            |
| Ancasti                  | Luis Ariel Cordero         |           | Unión Cívica Radical | 2021               | 2025            |
| Andalgalá                | Horacio Octavio Gutiérrez  |           | Frente de Todos      | 2019               | 2023            |
| Antofagasta de la Sierra | Norma Reales               |           | Unión Cívica Radical | 2021               | 2025            |
| Belén                    | Jorge Omar Solá Jais       |           | Frente de Todos      | 2019               | 2023            |
| Capayán                  | Andrea Lobo                |           | Frente de Todos      | 2021               | 2025            |
| Capital                  | Susana Díaz                |           | Frente de Todos      | 2022               | 2023            |
| El Alto                  | César Augusto Ojeda        |           | Frente de Todos      | 2021               | 2025            |
| Fray Mamerto Esquiú      | Oscar Alfredo Vera         |           | Frente de Todos      | 2019               | 2023            |
| La Paz                   | Pío Carletta               |           | Frente de Todos      | 2021               | 2025            |
| Paclín                   | Virginia del Arco          |           | Frente de Todos      | 2021               | 2025            |
| Pomán                    | Héctor Fernández           |           | Frente de Todos      | 2019               | 2023            |
| Santa María              | Érica Inga                 |           | Frente de Todos      | 2021               | 2025            |
| Santa Rosa               | Aldana Gabriela Ybáñez     |           | Frente de Todos      | 2021               | 2023            |
| Tinogasta                | José Misael Alaniz Andrada |           | Frente de Todos      | 2021               | 2025            |
| Valle Viejo              | José Luis Martínez         |           | Frente de Todos      | 2019               | 2023            |

| 2019-2021                | 2019-2021                  | 2019-2021 | 2019-2021                             | 2019-2021          | 2019-2021       |
| Departamento             | Senador                    | Bloque    | Bloque                                | Inicio del Mandato | Fin del Mandato |
| ------------------------ | -------------------------- | --------- | ------------------------------------- | ------------------ | --------------- |
| Ambato                   | Ramón Edgardo Seco         |           | Frente Justicialista para la Victoria | 2019               | 2023            |
| Ancasti                  | Luis Ariel Cordero         |           | Cambiemos–FCyS                        | 2017               | 2021            |
| Andalgalá                | Horacio Octavio Gutiérrez  |           | Frente Justicialista para la Victoria | 2019               | 2023            |
| Antofagasta de la Sierra | Mario Raúl Carrizo         |           | Frente Justicialista para la Victoria | 2017               | 2021            |
| Belén                    | Jorge Omar Solá Jais       |           | Frente Justicialista para la Victoria | 2019               | 2023            |
| Capayán                  | Ricardo Fabián Quinteros   |           | Frente Justicialista para la Victoria | 2017               | 2021            |
| Capital                  | Maximiliano Brumec         |           | Frente Justicialista para la Victoria | 2019               | 2022            |
| El Alto                  | César Augusto Ojeda        |           | Frente Justicialista para la Victoria | 2017               | 2021            |
| Fray Mamerto Esquiú      | Oscar Alfredo Vera         |           | Frente Justicialista para la Victoria | 2019               | 2023            |
| La Paz                   | Ariel Salvador Espinoza    |           | Frente Justicialista para la Victoria | 2017               | 2021            |
| Paclín                   | Omar Rodolfo Noriega       |           | Cambiemos–FCyS                        | 2017               | 2021            |
| Pomán                    | Héctor Fernández           |           | Frente Justicialista para la Victoria | 2019               | 2023            |
| Santa María              | Luis Raúl Chico            |           | Frente Justicialista para la Victoria | 2017               | 2021            |
| Santa Rosa               | Héctor Raúl Barot          |           | Frente Justicialista para la Victoria | 2019               | 2021            |
| Tinogasta                | José Misael Alaniz Andrada |           | Frente Justicialista para la Victoria | 2017               | 2021            |
| Valle Viejo              | José Luis Martínez         |           | Frente Justicialista para la Victoria | 2019               | 2023            |

| 2017-2019                | 2017-2019                    | 2017-2019 | 2017-2019               | 2017-2019          | 2017-2019       |
| Departamento             | Senador                      | Bloque    | Bloque                  | Inicio del Mandato | Fin del Mandato |
| ------------------------ | ---------------------------- | --------- | ----------------------- | ------------------ | --------------- |
| Ambato                   | Ramón Edgardo Seco           |           | Frente para la Victoria | 2015               | 2019            |
| Ancasti                  | Luis Ariel Cordero           |           | Cambiemos–FCyS          | 2017               | 2021            |
| Andalgalá                | Juan Carlos Osvaldo Espinosa |           | Frente para la Victoria | 2015               | 2019            |
| Antofagasta de la Sierra | Mario Raúl Carrizo           |           | Frente para la Victoria | 2017               | 2021            |
| Belén                    | Jorge Omar Solá Jais         |           | Frente para la Victoria | 2015               | 2019            |
| Capayán                  | Ricardo Fabián Quinteros     |           | Frente para la Victoria | 2017               | 2021            |
| Capital                  | Jorge Manuel Moreno          |           | Frente para la Victoria | 2015               | 2019            |
| El Alto                  | César Augusto Ojeda          |           | Frente para la Victoria | 2017               | 2021            |
| Fray Mamerto Esquiú      | Oscar Alfredo Vera           |           | Frente para la Victoria | 2015               | 2019            |
| La Paz                   | Ariel Salvador Espinoza      |           | Frente para la Victoria | 2017               | 2021            |
| Paclín                   | Omar Rodolfo Noriega         |           | Cambiemos–FCyS          | 2017               | 2021            |
| Pomán                    | Héctor Fernández             |           | Frente para la Victoria | 2015               | 2019            |
| Santa María              | Luis Raúl Chico              |           | Frente para la Victoria | 2017               | 2021            |
| Santa Rosa               | Julio Ernesto Maza           |           | Frente para la Victoria | 2015               | 2019            |
| Tinogasta                | José Misael Alaniz Andrada   |           | Frente para la Victoria | 2017               | 2021            |
| Valle Viejo              | Jorge Daniel Malnis          |           | Cambiemos–FCyS          | 2015               | 2019            |